# 秋田県青少年交流センター
秋田県青少年交流センター（あきたせいしょうねんこうりゅうセンター）は、秋田県秋田市に所在する会館。愛称はユースパルあきた。

## 概要
青少年教育ならびに社会教育振興のために設置された秋田県青年の家（1960年に既存の施設を改修して開設、1970年に新築）を前身とし、会議室と宿泊を主とした施設で、体育館や屋外テニスコート、屋外バスケットコートも整備されている。
施設の設計は伊藤喜三郎建築研究所によるもの。シンボルマークとロゴタイプは元秋田公立美術工芸短期大学産業デザイン学科教授の青木隆吉による。
1999年4月1日、秋田県青年の家に代わり現在のセンターが新築開所。同年4月16日竣工式が行われた。2001年1月4日から2020年3月31日までユースホステルを併設していた。2006年4月1日から宿泊施設に指定管理者制度を導入。2010年7月13日に100万人目の利用者を達成した。その利用者となったのは大仙市立豊成中学校の2年生であった。
2020年10月1日から施設の営業を休止した。2023年4月1日より通常営業を再開。2024年7月1日から同年9月13日まで、休館予定。

## 入居施設
- 秋田県レクリエーション協会
- 公益財団法人ボーイスカウト日本連盟 秋田県連盟
- 秋田県青少年団体連絡協議会
- 秋田県ユースホステル協会
- レストランAOPAL

## 定期休館
- 12月29日 - 1月2日

## アクセス
- JR秋田駅より、秋田中央交通・131系統寺内経由土崎線又は通町経由将軍野線で20分、青少年交流センター前下車、徒歩5分。
- JR秋田駅より、秋田中央交通・146/147系統県立プール線、青少年交流センター入口下車。徒歩2分。